# Program (ekonomija)
Programi su skupovi ciljeva, politiká, procedura, pravila, resursa koje treba zaposliti i drugih elemenata nužnih za izvođenje neke aktivnosti.
Programi su obično poduprti proračunom. Velika većina programa zahtijeva mnoge prateće programe kako bi investicija bila pravilno iskorištena. U tom slučaju svi prateći programi zahtijevaju koordinaciju i vremensko usklađivanje jer neuspjeh bilo kojeg pratećeg programa znači odgađanje glavnog programa, a to uzrokuje nepotrebne troškove i gubitak profita.